# كربونات الكوبالت الثنائي
كربونات الكوبالت الثنائي مركب كيميائي لاعضوي صيغته CoCO3، ويوجد على هيئة صلب قرمزي.

## التحضير
يحضر المركب من تفاعل كبريتات الكوبالت الثنائي مع بيكربونات الصوديوم:
{\displaystyle {\ce {CoSO4 + 2 NaHCO3 -> CoCO3 + Na2SO4 + H2O + CO2}}}
ويستخدم هذا التفاعل في ترسيب الكوبالت من خلاصة خامات الكوبالت المحمصة.
يوجد هذا المركب طبيعياً في معدن السفيروكوبالتيت.

## الخواص
يوجد المركب في الشروط القياسية على هيئة صلب قرمزي وردي، وهو غير منحل في الماء. لبلورات كربونات الكوبالت الثنائي بنية بلورية تشبه ينية الكالسيت، توجد فيها ذرات الكوبالت في بنية جزيئية ثمانية السطوح.

## الاستخدامات
يستخدم كربونات الكوبالت في تصنيع الخضب، وفي تحضير الحفازات.